# Mourad II Bey
Mourad II Bey, décédé en 1675 au palais du Bardo, est bey de Tunis, représentant de la dynastie des Mouradites, de 1666 à sa mort.

## Règne
Fils d'Hammouda Pacha Bey, il se distingue par son courage, sa fermeté et son souci de bien gouverner le peuple. Il passe la plupart de son temps à sillonner le pays pour lever l'impôt, régler les problèmes d'intrusion de la milice d'Alger et la collusion de celle-ci avec quelques tribus du nord-ouest du pays. 
Alors généralissime des armées tunisiennes, le neveu de l'ancien dey Mohammed Sakesli lui propose de se rendre à Tripoli dont il compte lui ouvrir les portes. Osman Dey, à la tête de la cité, apprend cela et envoie 100 000 écus pour le faire renoncer à son plan. Mourad Bey et Osman Dey concluent une alliance matrimoniale en fiançant la fille d'Osman Dey au fils de Mourad II Bey, lui permettant d'envisager la régence de Tripoli pour son fils.
En 1672, d'importants troubles se déroulent à Tripoli et, sous le prétexte de rétablir l'ordre et de protéger les enfants d'Osman Dey, Mourad Bey avance à la tête d'une armée de 5 000 cavaliers et 4 000 fantassins. Cependant, les Tripolitains sont mieux équipés en fusils. Les deux armées se rencontrent à Zouara et Mourad Bey met en déroute les Tripolitains. Il reçoit une demande du sultan Khalil Pacha d'arrêter son attaque vers Tripoli sous peine d'être déclaré rebelle.
Vers les premiers jours du mois de juillet 1673, une nouvelle révolte éclate à Tripoli. D'abord ignorée, elle inquiète finalement le dey et les Turcs lorsque Mansour, commandant des rebelles, annonce vouloir affranchir Tripoli de la domination turque. Mourad marche alors contre Tripoli, met fin à la rébellion en tuant 400 à 500 hommes et y rétablit l'ordre.
Durant cette campagne, il apprend que le dey Mentchali est chassé par la diwan de la milice entretenue par Ali Laz, qui s'installe comme nouveau dey. Mourad le renverse lors de l'une de ses missions loin de Tunis et installe à sa place Mohamed Agha, un officier de la milice turque. Après cela, Mourad II Bey réinstaure son pouvoir en 1673 et met au pas la milice tunisienne. Cette date marque l'extinction du pouvoir du dey face au bey.

## Réalisations
Parmi ses réalisations architecturales figure la construction de la médersa Mouradiyya élevée à l'emplacement d'un ancien fondouk occupé par une section de la milice turque ; cette médersa a été destinée à l'enseignement suivant le rite malikite. À cela s'ajoute l'édification d'une mosquée à Gabès ainsi que la réalisation d'ouvrages hydrauliques, notamment celle d'un pont-barrage sur la Medjerda.

## Succession
Marié à la fille de Youssef Dey, il laisse à sa mort trois fils : Mohamed Bey El Mouradi dit Mamet Bey, Ali Bey et Romdhane Bey. Les deux premiers lancent une lutte fratricide à laquelle est mêlée leur oncle Mohamed El Hafsi. Ces conflits engendrent une longue période de guerre civile appelée « Révolutions de Tunis », entre 1675 et 1701, qui ne finit qu'avec l'extinction des princes de la dynastie, tous assassinés par Ibrahim Cherif en 1701.
À sa mort, Mourad II Bey est inhumé dans le mausolée de son père situé à côté de la mosquée Hammouda-Pacha.